# Prunus apetala
Prunus apetala är en rosväxtart som först beskrevs av Sieb. och Zucc., och fick sitt nu gällande namn av Adrien René Franchet och Sav.. Prunus apetala ingår i släktet prunusar, och familjen rosväxter. Utöver nominatformen finns också underarten P. a. pilosa.